# Sonic Mayhem
Sonic Mayhem es el nombre utilizado por el productor y diseñador alemán, de origen armenio, de sonido profesional para música de videojuegos (metal), Sascha "Buzzfunk" Dikiciyan y asociados. Sonic Mayhem tiene, entre sus proyectos de más alto perfil, haber producido la banda sonora del Quake II, Tomorrow Never Dies y Hellgate: London, como también la mitad de la banda sonora del Quake III Arena y todos los efectos de sonido de armas para el Unreal Tournament. Sonic Mayhem también ha producido álbumes de música independiente.
El estilo de Sonic Mayhem es principalmente una forma muy poderosa de Metal Industrial, con énfasis en repetir las frases musicales (aunque esto no se ve tanto en su trabajo fuera de las bandas sonoras). Actualmente Sascha colabora con Cris Velasco quien es responsable de las partes orquestales en su música. El miembro fundador David Valencia dejó la banda en el 2000.

## Discografía
| Video games                              | Video games | Video games                                                                                      | Video games |
| Título                                   | Año         | Plataforma                                                                                       | Anotaciones |
| ---------------------------------------- | ----------- | ------------------------------------------------------------------------------------------------ | --- |
| Quake: Methods of Destruction            | 1996        | Microsoft Windows                                                                                | Banda sonora alternativa para Quake |
| Quake II                                 | 1997        | Windows, PlayStation                                                                             | Junto con Bill Brown y Jer Sypult, también compuso la banda sonora de las expansiones Ground Zero y The Reckoning |
| Unreal                                   | 1998        | Microsoft Windows, Mac OS                                                                        | Efectos de sonido |
| Unreal Tournament                        | 1999        | Microsoft Windows, Linux, PlayStation 2                                                          | |
| Tomorrow Never Dies                      | 1999        | PlayStation                                                                                      | Junto con Tommy Tallarico, Howard Ulyate y Todd Dennis |
| Quake III Arena                          | 1999        | Windows, Linux, PlayStation 2, Xbox 360                                                          | Junto con Bill Leeb |
| Terminator 3: Rise of the Machines       | 2003        | PlayStation 2, Xbox, Game Boy Advance, Mobile phones                                             | |
| Tom Clancy's Splinter Cell: Double Agent | 2006        | GameCube, Windows, PS2, PlayStation 3, Xbox, Xbox 360, Wii                                       | Compuso el tema principal, Michael McCann compuso el resto de la banda sonora |
| Battlezone PSP                           | 2006        | PlayStation Portable                                                                             | |
| Dark Messiah                             | 2006        | Windows, Xbox 360                                                                                | |
| SpyHunter: Nowhere to Run                | 2006        | PS2, Xbox                                                                                        | Junto con Kyle Richards y Cris Velasco |
| TMNT                                     | 2007        | GameCube, PC, PS2, PSP, Wii, Xbox 360                                                            | Jake Kaufman compuso la banda sonora de la versión de Nintendo DS |
| John Woo's Stranglehold                  | 2007        | Windows, PS3, Xbox 360                                                                           | Junto con Jim Bonney, Jamie Christopherson y Serj Tankian |
| Beowulf: The Game                        | 2008        | Windows, PS3, Xbox 360, PSP                                                                      | |
| G.I. Joe: The Rise of Cobra              | 2008        | PS2, PS3, Wii, Xbox 360, Mobile phone, Nintendo DS, PSP                                          | |
| Prototype                                | 2009        | Windows, PS3, PS4, Xbox 360, Xbox One                                                            | |
| Mortal Kombat vs. DC Universe            | 2009        | PS3, Xbox 360                                                                                    | Junto con otros artistas |
| Borderlands                              | 2009        | Windows, OS X, PS3, Xbox 360                                                                     | Junto con Raison Varner y Jesper Kyd |
| Mass Effect 2                            | 2010        | Windows, Xbox 360                                                                                | También compuso la banda sonora del DLC Kasumi - Stolen Memory |
| MAG                                      | 2010        | PS3                                                                                              | Compuso la banda sonora para Raven faction |
| StarCraft II: Wings of Liberty           | 2010        | Windows, macOS                                                                                   | Composición adicional junto con Laurence Juber, Cris Velasco y Inon Zur |
| Arthur and the Revenge of Maltazard      | 2010        | PS3, Wii, Windows                                                                                | Junto con Jason Graves |
| Warhammer 40,000: Space Marine           | 2011        | Microsoft Windows, Xbox 360, PlayStation 3                                                       | Junto con Cris Velasco |
| Tron: Evolution                          | 2010        | Windows, PS3, PSP, Xbox 360                                                                      | Junto con Cris Velasco y Kevin Manthei |
| Mass Effect 2: Arrival                   | 2011        | Windows, PS3, Xbox 360                                                                           | |
| Mortal Kombat                            | 2011        | PlayStation 3, Xbox 360, PlayStation Vita, Microsoft Windows                                     | Junto con Todd Haberman y Cris Velasco |
| The Agency                               | Cancelado   | PS3, Windows                                                                                     | |
| Twisted Metal                            | 2012        | PS3                                                                                              | Junto con otros artistas |
| Might & Magic: Duel of Champions         | 2012        | Windows, PS3, Xbox 360                                                                           | |
| Mass Effect 3                            | 2012        | Windows, PS3, Xbox 360, Wii U                                                                    | Junto con Sam Hulick, Chris Lennertz y Clint Mansell, también compuso la banda sonora del DLC Leviathan |
| Borderlands 2                            | 2012        | Windows, OS X, Linux, PS3, PSVita, Xbox 360, PS4, Xbox One, Nvidia Shield                        | Junto con Raison Varner, Kevin Riepl y Jesper Kyd |
| Injustice: Gods Among Us                 | 2013        | PlayStation 3, Wii U, Xbox 360, Microsoft Windows, PlayStation 4, PlayStation Vita, iOS, Android | Junto con otros artistas |
| The Long Dark                            | 2014        | Linux, Windows, OS X, Xbox One, PS4                                                              | |
| Deus Ex: Mankind Divided                 | 2016        | Linux, Windows, OS X, PS4, Xbox One                                                              | Cocompositor de la banda sonora principal, incluyendo la banda sonora del DLC System Rift, junto con Michael McCann, Ed Harrison compuso la banda sonora para el DLC Breach. También compuso la banda sonora del DLC A Criminal Past |
| Solo/other                               |             |                                                                                                  | |
| Title                                    | Year        | System                                                                                           | Notes |
| Promo 2001                               | 2001        | Digital album                                                                                    | |
| Music for Visual Media                   | 2002        | Digital album                                                                                    | |
| Doomsday                                 | 2015        | Digital album                                                                                    | |